# Ромул Августул
Флавий Ромул Август (на латински: Flavius Romulus Augustus), наричан и само Ромул Августул („Ромул Августчето“) е римски император в периода 31 октомври 475 – 4 септември 476. Приеман е от повечето историци за последния император на Западната Римска империя.
Ромул Августул е син на Флавий Орест, римски военачалник и дипломат, син на римския дипломат от провинция Панония Татул, служил на Атила и на последните западни императори, а майка на Ромул Августул е римлянката Флавия Серена – дъщеря на римски аристократ на име Ромул която е родом от римската колония Норика и е братовчед на Непоциан -римски военачалник и баща на император Юлий Непот. През 475 г., начело на варварските наемници, Флавий Орест въстава срещу император Юлий Непот и го прогонва от трона.
Тъй като Орест няма пряка динстична връзка с дотогавашните западно-римски императори, според традицията, той не може да бъде римски император. По тази причина той коронова непълнолетния си син Ромул, който има право да заеме западно-римския престол заради роднинската си връзка по майчина линия с предишния император Юлий Непот, като Ромул приема и името Август. Така по ирония на съдбата последният западен римски император съчетава в себе си имената на митичния цар Ромул, основателя на Рим, което име носи и дядо му Ромул по майчина линия и на Август, първия принцепс, установил императорската власт.
Докато истинската власт държи бащата, неговия син стои в Равена и изпълнява само церемониални функции. Поради своята незначителност, младия император е наречен от населението с насмешливото прозвище „Августул“ („Августчето“), тъй като не се интересувал от властта, но бил жертва на жестокостта на своето време.
След няколко месеца, през 476 г., друг германски вожд – Одоакър вдига бунт против Орест, подкрепен войниците си. Причината са претенции на варварски войски за земя в Италия, нещо на което Орест се противопоставя решително.

## Последен император
Одоакър побеждава и обезглавява Орест, обсажда Ромул Августул в Равена и го детронира от престола. Тъй като Ромул бил изключително красив и благ юноша, Одоакър не само не го екзекутирал, каквото било първоначалното му намерение, но изпратил момчето при свои богати роднини в Кампания, където то продължило образованието си, без да се интересува от политика. Ромул получавал издръжка от Одоакър, а после и от сменилия го Теодорих. Безспорно е бил жив към 511 г. и дори основал манастир. По всяка вероятност умира преди възстановяването на византийската власт в Италия /т.е. преди 536 г./.
Одоакър се обявява за крал, практически държи реалната власт в Италия, но официално, макар и формално, той приема на върховенството на източния император Зенон над запада, получавайки в замяна патрициански сан от Зенон. Одоакър изпраща знаците на императорската власт в Константинопол с посланието: „Както слънцето е едно на небето, така и императора трябва да е един на Земята!“ – символично така Зенон е признат за единствения император.
Днес се счита, че тези събития бележат падането на Западната Римска империя, а годината 476 г. се смята за пределна дата в историята за край на Античната епоха и начало на Средновековието. В действителност детронирането на Ромул Августул преминало почти незабелязано за съвременниците му.

## Други становища
Тъй като Орест е бил узурпатор, прогоненият от него Юлий Непот официално все още владее титлата император, по времето когато Одоакър взема властта. Фактически Непот, който управлява Далмация до 480 г., би трябвало да бъде смятан за последния император на Западната империя, макар и само формално, поради факта, че Одоакър сече монети с образа на Непот и не взема императорската титла.